# Mentzelia densa
Mentzelia densa är en brännreveväxtart som beskrevs av Edward Lee Greene. Mentzelia densa ingår i släktet Mentzelia och familjen brännreveväxter. Inga underarter finns listade i Catalogue of Life.